# Заболотие (Раменски район)
Заболотие (на руски: Заболотье) е село в Раменски район, Московска област, Русия. Населението му през 2010 година е 1205 души. Заболотие е разположено в централната част на Европейска Русия.

## География
Заболотие е разположено в централната част на Европейска Русия. Надморската му височина е 118 метра. Намира се на 1 километра от Раменское.

### Климат
Климатът на Заболотие е умереноконтинентален (Dfb по Кьопен) с горещо и сравнително влажно лято и дълга студена зима.

## Примечания
1. ↑  ((ru)) Численность сельского населения и его размещение на территории Московской области (итоги Всероссийской переписи населения 2010 года). Том III Архив на оригинала от 2014-09-24 в Wayback Machine.
2. ↑  ((ru)) Заболотье (Раменский район). Фото Планета